# Compagnie Viola-Léger
La Compagnie Viola-Léger est une compagnie de théâtre acadienne active au Canada de 1986 à 1989 et à nouveau à partir des années 2000.

## Histoire
La comédienne Viola Léger, connue pour son rôle dans La Sagouine d'Antonine Maillet, fonde sa propre troupe, la Compagnie Viola-Léger, en 1986. La pièce Harold et Maude, adaptation du film américain de Colin Higgins, est vue par dix mille personnes en 1987. La Sagouine y est mise en scène par Yvette Brind'Amour la même année, de même que Le Nez de Robert Bellefeuille et Isabelle Cauchy d'après un conte du Russe Nicolas Gogol. En 1988, c'est la mise en scène d'Éloize et Étoile par François Barbeau avec comme comédiennes Viola Léger et Angèle Arsenault. En 1989, la troupe produit une nouvelle version de La Joyeuse criée d'Antonine Maillet, mise en scène par François Barbeau avec Viola Léger et Johnny Comeau. Elle produit également un spectacle mis en scène par Marcel Thériault constitué des comédies Adaptations d'Élaine Lemay et Next de Terrence McNally. En 1989, la Compagnie Viola-Léger suspend ses opérations alors que le théâtre acadien est en crise. Plus précisément, des difficultés financières et une incapacité à se trouver une spécificité expliquent la disparition de la troupe, malgré le succès qu'annonçait Harold et Maude.
La troupe joue Louis Mailloux en 2010 et en 2011.